# Perle d'art
La perle d'art est un petit bijou de fabrication artistique et artisanale.

## Histoire
Au XVe siècle, les perles d'art, fabriquées à Venise ou à Maastricht, étaient assez précieuses pour servir de monnaie d'échange dans la traite négrière.
Depuis la fin des années 1980, la perle d'art est redevenue un terrain d'expression pour de nombreux artistes américains et plus récemment européens. Peintres, sculpteurs, créateurs de vitraux, ont trouvé dans la perle d'art un nouveau terrain d'expression. Leur création sont des pièces uniques, à décor figuratif, destinées, non pas à être montées en collier, mais à être exposées en vitrine ou cachées au fond d'un tiroir.
Aux États-Unis, où la vogue bat son plein, les perles d'art les plus recherchées peuvent se négocier à 750 $ alors qu'en Europe, les prix se situent plutôt entre 20 et 150 € (en 2005). 

## Artistes
En France une quinzaine de perliers professionnels essayent de vivre de leur art.
Quelques perliers d'art :
- Kristina Logan (nord-américaine) ;
- Michi Suzuki (japonaise) ;
- Claudia Trimbur-Pagel (allemande) ;
- Fréderic Marey (Français) ;
- Amélie de Montard (Française) ;
- Mademoiselle Jane (Française) ;
- Nadine Piskaldo (Française) ;
- Emmanuel Sztuka (Français) ;
- Éric Seydoux (Suisse) ;
- Suzanne Failles (Française) ;
- Audrey SeR (Française) ;
- Cécile Jancenelle (Française) ;
- Andréanne Petit (Française) ;
- Nadine Ficheux (Française) ;
- Blandina Matos (Française) ;
- Sebastien Garrigue (Meilleur ouvrier de france en verrerie au chalumeau options perle de verre)(Français) ;
- Adrian Colin (Meilleur ouvrier de France en verrerie d'art au chalumeau)(Français) ;
- Artoine (Belge) ;
- Sylvie (Suisse) ;
- Antonio Vecchiarelli (Italie).